# Саванна (річка)
Сава́нна (англ. Savannah) — річка на південному сході США на межі штатів Джорджія, Південна Кароліна. Річка утворюється злиттям річок Тугалу і Сінека у сучасному водосховищі Хартвел лейк.
Витрата води біля міста Кліо, Джорджія — 332 м³/сек.
Над річкою лежать дві перші столиці штату Джорджія: Огаста і Саванна. Річка судноплавна від Огасти.

## Каскад ГЕС
На річці розташовані ГЕС Хартвелл, ГЕС-ГАЕС Richard B. Russell, ГЕС J Strom Thurmond.